# جمادى الأولى
جُمَادَى الأولى هو الشّهر الخامس من التقويم الهجري وسمي بهذا الاسم لأنّ المياه كانت تتجمد فيه بسبب الزّمهرير (البرد الشديد).

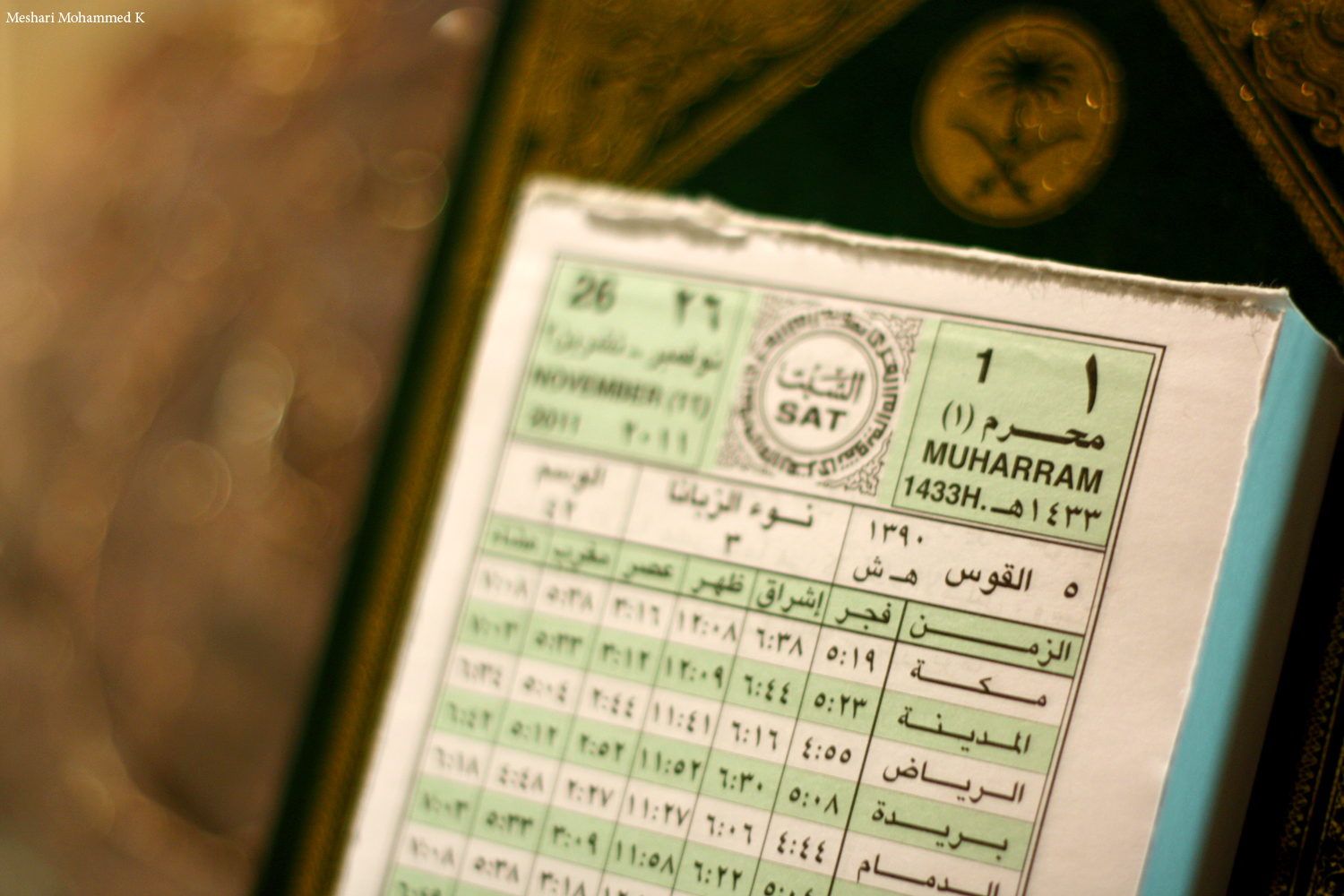
التقويم السعودي وال>ي تحتوي على التقويم الهجري القمري والهجري الشمسي والميلادي، والتي يصدرها طباعة أم القرى بالسعودية.

## وقع فيه:
- معارك:

1. العشيرة.
2. ذات الرقاع
3. غزوة مؤتة بين المسلمين والروم، سنة ( 8 هـ)
4. معركة الجمل بين جيش علي بن ابي طالب وجيش عائشة ام المؤمنين والزبير في البصرة

- وقوع احداث اسلامية:

1. ولادة السيدة زينب بنت علي بن ابي طالب سنة ( 5 ه(
2. ولادة علي بن الحسين بن علي بن ابي طالب سنة ( 38 هـ).
3. بدء هدنة بين حركة حماس والاحتلال الصهيوني لأربعة أيام بعد إطلاق عملية طوفان الأقصى 7 اكتوبر، سنة (1445هـ) الموافق (24 نوفمبر 2023 م)